# Larmor-Plage

Larmor-Plage este o comună în departamentul Morbihan, Franța. În 1 ianuarie 2022 avea o populație de 8.368 de locuitori.